# Lubichowo
Pour la gmina, voir Lubichowo (gmina).
Lubichowo est un village polonais de la voïvodie de Poméranie et du powiat de Starogard. Il est le siège de la gmina de Lubichowo et compte 2574 habitants en 2021.